# Jean Baptiste Joseph Gobel

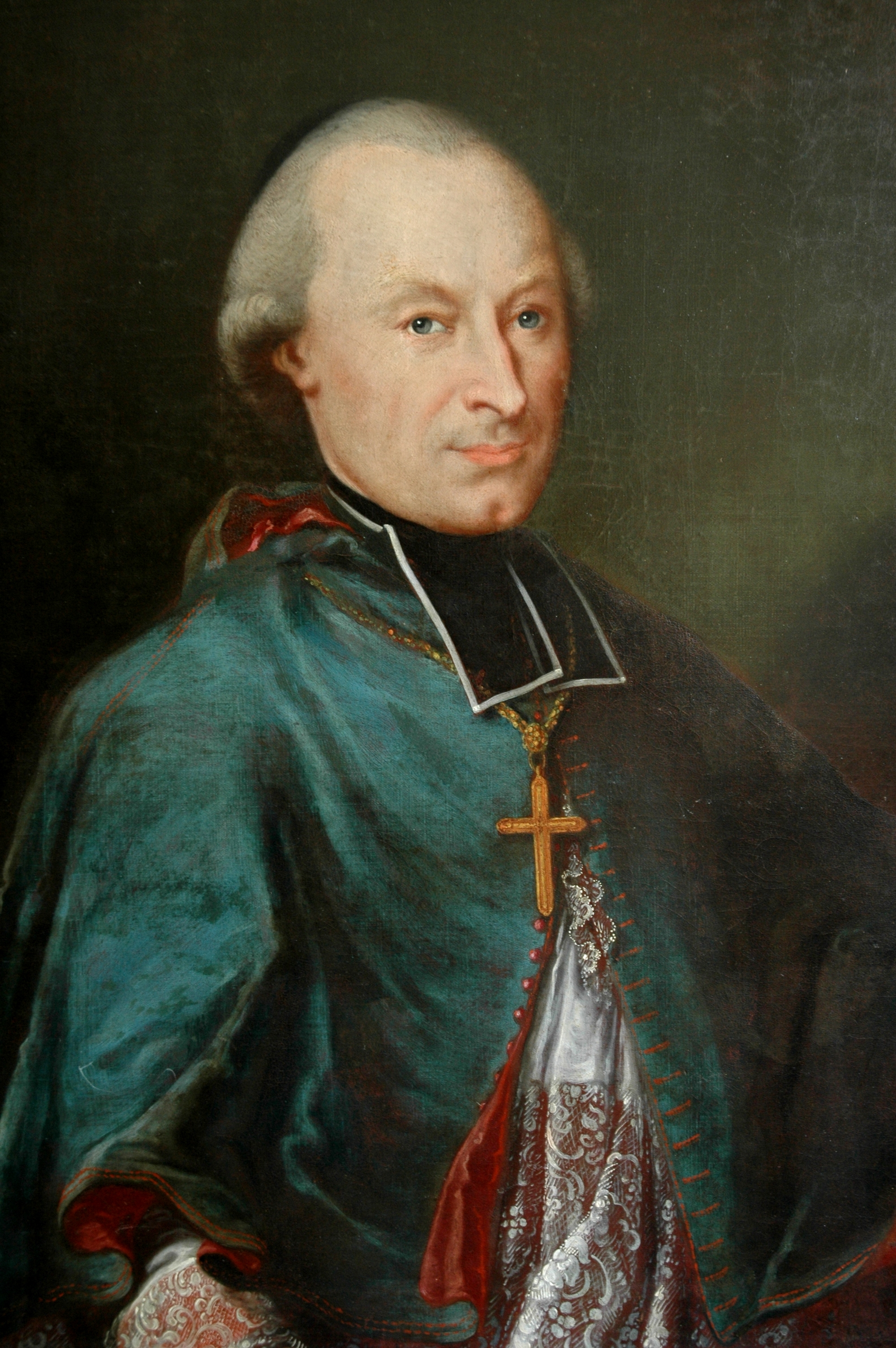
Jean Baptiste Joseph Gobel

 Jean Baptiste Joseph Gobel  (* 1. September 1727 in Thann; † 13. April 1794 in Paris) war ein Konstitutioneller Bischof und Revolutionär während der Französischen Revolution.

## Ausbildung und Bischofsweihe
Jean Baptiste Joseph Gobel studierte am Jesuitenkolleg in Pruntrut, dann in Colmar und schließlich am Collegium Germanicum in Rom. Am 19. Dezember 1750 wurde er in Basel zum Priester geweiht. Am 29. Februar 1772 wurde er Weihbischof und Titularbischof von Lydda. Die Bischofsweihe wurde ihm durch den Bischof von Lausanne, Joseph-Nicolas de Montenach (1709–1782) verliehen. Gobel war Vertreter des Bischofs von Basel für den französischen Teil des Fürstbistums. Er führte mehrere diplomatische Missionen erfolgreich aus, u. a. die Erneuerung des Bündnisvertrags zwischen dem Fürstbistum Basel und Frankreich.

## Metropolitanbischof von Paris
Aufgrund seines aufwendigen Lebensstils geriet Gobel zeitweise in finanzielle Schwierigkeiten. Bereits zu Beginn der Französischen Revolution erwies er sich als Befürworter der Neuerungen. Er ließ sich von der Vogtei Belfort et Huningue als Vertreter des Ersten Stands an die Generalstände nach Paris delegieren. Dort passte er sich jeweils den sich rasch verändernden Verhältnissen an. In den Auseinandersetzungen innerhalb der katholischen Kirche Frankreichs zwischen dem revolutionsfreundlichen und dem papstreuen Teil des Klerus nahm er ohne zu zögern Partei für erstere. Gobel schloss sich der Konstitutionellen Kirche an und war der erste Bischof, der als Abgeordneter den Eid auf die Zivilverfassung leistete. Das führte dazu, dass ihm von der Nationalversammlung nicht nur die Bistümer Obermarne und Oberrhein übertragen wurden, sondern auch das bedeutendste und einträglichste Bistum des Landes: Am 13. März 1791 wurde Gobel mit großer Mehrheit zum konstitutionellen Metropolitanbischof von Paris gewählt.

## Revolutionär und Triumvir der Raurachischen Republik
Gobel wurde früh Mitglied des Pariser Jakobinerclubs. Am 19. März 1792 wurde er zum Vizepräsidenten dieser einflussreichen Gesellschaft gewählt. Durch seine geistlichen und politischen Funktionen konnte er ein großes Beziehungsnetz aufbauen. Dieses nutzte er, um seinen Neffen Joseph Antoine Rengguer zu unterstützen, der im Fürstbistum Basel einen revolutionären Umsturz herbeiführen wollte. Bischof Gobel brachte Rengguer in Kontakt mit führenden Revolutionspolitikern und ermöglichte ihm, vor der Französischen Nationalversammlung für seine Sache zu plädieren. Gleichzeitig organisierte er Gelder und drängte auf Unterstützung der Revolutionäre im Fürstbistum durch französische Truppen. Nach mehreren gescheiterten Versuchen gelang es den Revolutionären schließlich, Fürstbischof Sigismund von Roggenbach zur Flucht zu drängen und die bestehende Ordnung umzustürzen. Gobel wurde im Auftrag der französischen Regierung als Kommissar nach Pruntrut geschickt. Dort rief Rengguer im Dezember 1792 das Ende der Fürstenherrschaft und die Bildung der Raurachischen Republik aus.
Der kleine Staat wurde faktisch eine französische Tochterrepublik. Da die Bevölkerung mehrheitlich die Revolution nicht befürwortete, waren die Bildung und die Sitzungen der Nationalversammlung von heftigen Auseinandersetzungen geprägt. Die revolutionären Kräfte konnten sich nur durch Unterstützung Gobels, der bei französischen Politikern und Offizieren die Übertragung der Regierungsgewalt an Rengguer bewirken konnte, und durch Interventionen des Kommandanten der französischen Truppen, Odon Nicolas Loeillot Demars, an der Macht halten. Rengguer, Gobel und Demars bildeten das herrschende Triumvirat. Sie schlossen Revolutionsgegner von der Versammlung aus und gingen auch gewaltsam gegen diese vor. Bald wurde ihnen Machtmissbrauch und diktatorisches Handeln vorgeworfen. Außenminister Lebrun kritisierte die Einmischungen Gobels und ließ ihn abberufen. Zurück in Paris versuchte Gobel erneut, die Position seines Neffen politisch zu stärken. Weil die Lage in Pruntrut für die Jakobiner um Rengguer immer prekärer wurde, arbeiteten sie nun auf eine Annexion der Republik in den französischen Staat hin. Da Frankreich keinen Unruheherd an seiner Ostgrenze wollte, wurde die Raurakische Republik am 23. März 1793 als Département Mont-Terrible in die Französische Republik integriert.

## Abdankung und Hinrichtung
Die radikalen Revolutionäre trieben 1793 in Paris und ganz Frankreich die Entchristianisierung voran. Nachdem die meisten eidverweigernden Priester verhaftet, hingerichtet oder geflohen waren, erhöhten die Enragés und die Hébertisten den Druck auf die Vertreter der konstitutionellen Kirche. Gobel wurde insbesondere von Anacharsis Cloots, Antoine-François Momoro und Pierre-Gaspard Chaumette gedrängt, als Bischof abzudanken und sich von Kirche und Glauben loszusagen. Zusammen mit zwölf seiner Vikare gab er dem Druck nach und legte sein Bischofsamt am 7. November vor dem Nationalkonvent nieder. In seiner kurzen Rede begründete er dies damit, dass es in Frankreich nur noch den Kult der Freiheit und der Gleichheit geben dürfe. Dies wurde ihm in der Folge als Abschwörung vom Glauben ausgelegt.
Robespierre, der als guter Schüler Rousseaus den Atheismus verabscheute, bezeichnete diesen am 27. November 1793 vor dem Jakobinerclub als „aristokratisch“ und beteuerte, dass der Konvent den Katholizismus niemals verbieten werde. Im März 1794 holte er zum Schlag gegen die Hebertisten aus. Zusammen mit ihnen wurde auch Gobel verhaftet. Vom 10. bis 12. April 1794 fand der Prozess statt. Der früheren Metropolitanbischof wurde insbesondere angeklagt, im Verbund mit Cloots und Chaumette gegen die Republik konspiriert und den Atheismus propagiert zu haben. Dabei wurde ihm auch sein Rücktritt als Bischof zur Last gelegt. Gobel wurde zum Tode verurteilt und 13. April durch die Guillotine hingerichtet. Seine letzte Worte waren: „Vive Jesus-Christ!“.

## Bibliographie
- 1790 – Opinion de M. l'évêque de Lydda sur le rapport du Comité ecclésiastique concernant l'organisation du clergé. Proposée à l'Assemblée nationale en la séance du mardi premier juin 1790
- 1790 – Lettre de Monsieur l'évêque de Lydda, député d'Alsace, département du Haut-Rhin, écrite a ses commettans, relativement à la déclaration d'une partie de l'Assemblée nationale, sur le décret rendu le 13 avril 1790, concernant la religion
- 1790 – Correspondance du reverend évêque de Lydda, avec ses commettans
- 1791 – Problême intéressant proposé a M. l'Évêque de Lydda [i.e. Jean Baptiste Joseph Gobel]
- 1791 – Mandement de Jean-Baptiste-Joseph Gobet [sic], évêque de Lidda et de Paris, sur la mort d'Honoré Riquetti-Mirabeau
- 1791 – Lettre de Monsieur l'évêque métropolitain de Paris, contenant des vues de pacification sur les troubles actuels de l'Église de France. En réponse à celle de M. Charrier de La Roche, lui annonçant sa démission de l'evêché métropolitain de Rouen
- 1791 – Lettre pastorale de Monsieur l'évêque métropolitain de Paris, au clergé & aux fidèles de son diocèse
- 1791 – Accord des vrais principes de l'Église, de la morale, et de la raison, sur la Constitution civile du clergé de France
- 1792 – Mandement de l'eveque de Paris, portant abolition du Careme, et prorogation du carnaval
- 1793 – Mémoire justificatif pour le citoyen Gobel, évêque métropolitain de Paris